# Clive Finlayson
Clive Finlayson (nacido el 15 de enero de 1955) es un zoólogo y paleontólogo gibraltareño. Es el actual Director del Museo de Gibraltar. Una autoridad en los neandertales, el profesor Finlayson ha publicado diversas obras, basadas principalmente en su investigación, que incluye excavaciones en curso en la cueva de Gorham en Gibraltar, el último sitio conocido de los neandertales.

## Educación
Nacido en Gibraltar el 15 de enero de 1955, su hermano mayor es Tommy Finlayson. Los Finlaysons son de ascendencia escocesa, pero ellos han estado en El Peñón desde el siglo XIX. Clive Finlayson fue educado en la Gibraltar Grammar School. Completó su licenciatura en Zoología con honores en la Universidad de Liverpool en 1976. En 1980 se graduó con un Doctorado en Filosofía (D.Phil.) en lo Oriel College, Oxford, y más tarde obtuvo una Maestría en Museología de la Universidad de Leicester.

## Carrera
Poco después de haberse graduado, Finlayson se convirtió cada vez más activo en los círculos locales del patrimonio natural y cultural. Fundó la Sociedad Ornitológica y de Historia Natural de Gibraltar (GONHS) en 1978, una organización que presidió hasta 1992. También fue un administrador de la Fundación Patrimonio de Gibraltar de 1987 a 1989.
Después de haber sido el director gerente de la Agencia de Turismo de Gibraltar, asumió el cargo de Director del Museo de Gibraltar en 1991, que sostiene hasta la fecha (junio de 2012) y es también Director de la División de Patrimonio de la Agencia de Cultura y Patrimonio de Gibraltar.
En 2001 Finlayson fue nombrado miembro del personal del Departamento de Antropología de la Universidad de Toronto. Recibió su MBE en 2003.
Sus varias publicaciones incluyen literatura sobre los neandertales y los humanos modernos, así como sobre ornitología, y su programa de investigación incluye excavaciones en curso en la cueva de Gorham, el último asentamiento conocido de los neandertales, como parte del Proyecto de Cuevas de Gibraltar. En su libro de 2009, Finlayson habla sobre los neandertales y su interacción con el Homo sapiens, se extiende sobre la idea de que éramos la misma especie y que el hombre moderno contiene secuencias genéticas que se comparten con los neandertales y la posibilidad de cruzamiento es probable. Sin embargo, Finlayson discute que debido a que estas secuencias genéticas compartidas son comunes en todo el mundo, entonces es posible que estos genes sean compartidos debido a nuestro patrimonio común en África.
Junto con sus muchos papeles variados, también se desempeña como consultor para el Centro de Patrimonio Mundial de UNESCO en París.

## Becas y premios
- 1976, receptor del primer David Lack Studentship otorgado por la British Ornithologists' Union.[4]
- 1990, miembro de la Sociedad Linneana de Londres.[4]
- 2003, galardonado con la Orden del Imperio Británico.[4]

## Libros traducidos
- El sueño del neandertal, Editorial Crítica (Barcelona, 2010).[6]